# Calopieris eulimene
Calopieris es un género monotípico de mariposas de la familia Pieridae (subfamilia Pierinae, tribu Colotini). Calopieris eulimene es la única especies de este género, se distribuye por Chad, Egipto, Sudán,  costa del Mar Rojo y Arabia.